# 愧 (佛教)
愧，佛教術語，字面意義為端正或羞恥。對於不好的行為感到羞恥，而拒絕去做，改正為良好行為，稱為愧。這是一種良好的心所，說一切有部將其列入大善地法中。
其反義為無愧（an-apatrāpya）。

## 概論
愧，經常與慚並舉。在《阿毘達磨俱舍論》中，愧可以用來指對於錯誤或罪惡的行為，感到羞耻，而拒絕去做。另一個解釋為，愧指觀察他人行為後，希望不被他人看到錯誤的行為，對此感到羞恥，而拒絕去做，稱為愧。
《大般涅盤經 · 梵行品第八之五》即《大般涅槃經卷第十九》云：
慚者，自不作罪；
愧者，不教他作。
慚者，內自羞恥；
愧者，發露向人。
慚者羞人，愧者羞天，
是名慚愧。